# Šárka Záhrobská
Šárka Záhrobská (pronuncia /ˈʃaːrka ˈzaːɦropskaː/ –  (Benecko, 11 febbraio 1985) è un'ex sciatrice alpina ceca, campionessa mondiale nello slalom speciale a Åre 2007.
In seguito al matrimonio ha assunto il cognome del coniuge e nell'ultimo scorcio della sua carriera (stagioni 2014-2017) si è registrata, nelle liste FIS, come Šárka Strachová. Anche il fratello Petr è stato uno sciatore alpino di alto livello.

## Biografia

### Stagioni 2001-2005
Attiva in gare FIS dal novembre del 2000, la Záhrobská ha esordito ai Campionati mondiali a Sankt Anton am Arlberg 2001, dove si è classificata 21ª nello slalom speciale, in Coppa Europa il 5 febbraio 2002 a Tarvisio in discesa libera (51ª) e in Coppa del Mondo il 15 dicembre 2002 a Sestriere in KO slalom (5ª). Ai Mondiali di Sankt Moritz 2003 si è piazzata 9ª nella combinata e non ha completato lo slalom speciale.
Nel 2004 ha ottenuto in Coppa Europa il suo primo podio, il 10 gennaio a La Plagne in slalom speciale (2ª), e la sua prima vittoria, il 5 febbraio a Lenggries nella medesima specialità; nello stesso anno ha vinto due medaglie di bronzo ai Mondiali juniores di Maribor, nello slalom speciale e nella combinata. Nel 2005 ai Mondiali juniores di Bardonecchia ha vinto la medaglia d'oro nello slalom speciale, mentre ai Mondiali di Bormio/Santa Caterina Valfurva ha vinto la medaglia di bronzo nello slalom speciale nel giorno del suo ventesimo compleanno, prima medaglia mai conquistata dalla Repubblica Ceca nella manifestazione; è inoltre stata 10ª nello slalom gigante e 5ª nella combinata.

### Stagioni 2006-2009
Ha preso parte ai XX Giochi olimpici invernali di Torino 2006, sua prima presenza olimpica, classificandosi 27ª nel supergigante, 13ª nello slalom speciale, 19ª nella combinata e non concludendo lo slalom gigante. Nel 2007, il 4 gennaio, ha conquistato il suo primo podio in Coppa del Mondo, classificandosi al 3º posto nello slalom speciale di Zagabria Sljeme; ai Mondiali di Åre ha vinto la medaglia d'oro nello slalom speciale e si è classificata 12ª nello slalom gigante e 4ª nella supercombinata.
Il 30 novembre 2008 ha vinto la sua prima gara di Coppa del Mondo, lo slalom speciale di Aspen, precedendo Nicole Hosp e Tanja Poutiainen. Ai Mondiali dell'anno seguente, tenutesi a Val-d'Isère, ha vinto nuovamente una medaglia nella slalom speciale, questa volta quella d'argento, e si è piazzata 16ª nello slalom gigante e 11ª nella supercombinata. Il 29 novembre 2009 ha colto ancora ad Aspen in slalom speciale il suo secondo e ultimo successo in Coppa del Mondo.

### Stagioni 2010-2013
Ai XXI Giochi olimpici di Vancouver 2010 ha vinto la medaglia di bronzo nello slalom speciale alle spalle di Maria Riesch e Marlies Schild; si è inoltre classificata 27ª nella discesa libera e 7ª nella supercombinata, mentre non ha concluso lo slalom gigante; l'anno dopo ai Mondiali di Garmisch-Partenkirchen è stata 12ª nello slalom speciale.
Nell'estate 2012, mentre si stava preparando alla nuova stagione di Coppa del Mondo, la sciatrice ha avuto bisogno di un ricovero ospedaliero; in seguito ad accertamenti si è evidenziata una massa tumorale nella regione cerebrale. Operata con successo, è tornata alle gare nella stessa stagione 2012-2013, partecipando anche ai Mondiali di Schladming dove si è piazzata 37ª nello slalom gigante e 8ª nello slalom speciale.

### Stagioni 2014-2017
Ai XXII Giochi olimpici invernali di Soči 2014, suo congedo olimpico, si è classificata 10ª nello slalom speciale, 9ª nella supercombinata e non ha concluso lo slalom gigante. Il 20 gennaio 2015 ha ottenuto a Zell am See in slalom speciale la sua ultima vittoria in Coppa Europa e ai successivi Mondiali di Vail/Beaver Creek 2015 ha vinto la medaglia di bronzo nello slalom speciale.
Due anni dopo ha colto il suo ultimo podio in Coppa Europa, nello slalom speciale di Bad Wiessee del 9 febbraio (2ª), mentre nella rassegna iridata di Sankt Moritz 2017 (sua ultima presenza iridata), si è classificata 5ª nello slalom speciale. L'11 marzo 2017 ha colto a Squaw Valley in slalom speciale il suo ultimo podio in Coppa del Mondo (2ª). Si è ritirata al termine di quella stessa stagione 2016-2017; la sua ultima gara in carriera è stata lo slalom speciale di Coppa del Mondo disputato ad Aspen il 18 marzo, chiuso dalla Záhrobská all'8º posto.

## Palmarès

### Olimpiadi
- 1 medaglia:
  - 1 bronzo (slalom speciale a Vancouver 2010)

### Mondiali
- 4 medaglie:
  - 1 oro (slalom speciale a Åre 2007)
  - 1 argento (slalom speciale a Val-d'Isère 2009)
  - 2 bronzi (slalom speciale a Bormio/Santa Caterina Valfurva 2005; slalom speciale a Vail/Beaver Creek 2015)

### Mondiali juniores
- 3 medaglie:
  - 1 oro (slalom speciale a Bardonecchia 2005)
  - 2 bronzi (slalom speciale, combinata a Maribor 2004)

### Coppa del Mondo
- Miglior piazzamento in classifica generale: 9ª nel 2007
- 17 podi:
  - 2 vittorie
  - 7 secondi posti
  - 8 terzi posti

#### Coppa del Mondo - vittorie
| Data             | Località | Paese       | Specialità |
| ---------------- | -------- | ----------- | ---------- |
| 30 novembre 2008 | Aspen    | Stati Uniti | SL         |
| 29 novembre 2009 | Aspen    | Stati Uniti | SL         |

Legenda:

SL = slalom speciale

#### Coppa del Mondo - gare a squadre
- 1 podio:
  - 1 vittoria

### Coppa Europa
- Miglior piazzamento in classifica generale: 18ª nel 2005
- 8 podi:
  - 5 vittorie
  - 2 secondi posti
  - 1 terzo posto

#### Coppa Europa - vittorie
| Data             | Località         | Paese    | Specialità |
| ---------------- | ---------------- | -------- | ---------- |
| 5 febbraio 2004  | Lenggries        | Germania | SL         |
| 28 febbraio 2005 | Passo del Tonale | Italia   | GS         |
| 1º marzo 2005    | Passo del Tonale | Italia   | GS         |
| 8 marzo 2013     | Lenggries        | Germania | SL         |
| 20 gennaio 2015  | Zell am See      | Austria  | SL         |

Legenda:

GS = slalom gigante

SL = slalom speciale

### South American Cup
- Miglior piazzamento in classifica generale: 23ª nel 2014
- 1 podio:
  - 1 secondo posto

### Campionati cechi
- 14 medaglie[4]:
  - 9 ori (slalom speciale nel 2002; supergigante, slalom gigante, slalom speciale nel 2003; slalom gigante, slalom speciale nel 2004; slalom gigante, slalom speciale nel 2005; supergigante nel 2006)
  - 2 argenti (slalom gigante nel 2002; slalom gigante nel 2006)
  - 3 bronzi (supergigante, slalom gigante, slalom speciale nel 2001)